# Уикипътешественик
„Уикипътешественик“ (на английски: Wikivoyage) е отворен многоезичен проект, посветен на туризма и създаването на свободно редактируем пътеводител. „Уикипътешественик“ е наречен „Уикипедия на пътеводителите“.
„Уикипътешественик“ е многоезичен проект, достъпен на 24 езика, при това проектът за всеки език се разработва независимо. Въпреки че сега това е проект на Уикимедия, той е започнат независимо. Съдържанието на „Уикипътешественик“ може да се раздели на следните категории: дестинации, маршрути, разговорници и теми за пътуване.
„Уикипътешественик“ използва свободната платформа МедияУики, която се използва и от Уикипедия и другите проекти на Фондация Уикимедия.

## История
Проектът е започнат през 2006 г. от немски и италиански общности на проекта Wikitravel.

### Преход към Фондация Уикимедия
През лятото на 2012 г. най-активните участници и голяма част от администраторите на англоезичния и някои други езични версии на проекта също напускат Wikitravel поради несъгласие с политиката, водена от собствениците на ресурса – компанията Internet Brands.
От 10 ноември 2012 г. проектът Wikivoyage се намира на сървърите на Фондация Уикимедия.
Българоезичната версия на проекта се намира в Инкубатора на Уикимедия. На 19 декември 2012 г. с гласуване се утвърждава името „Уикипътешественик“.